# John Law

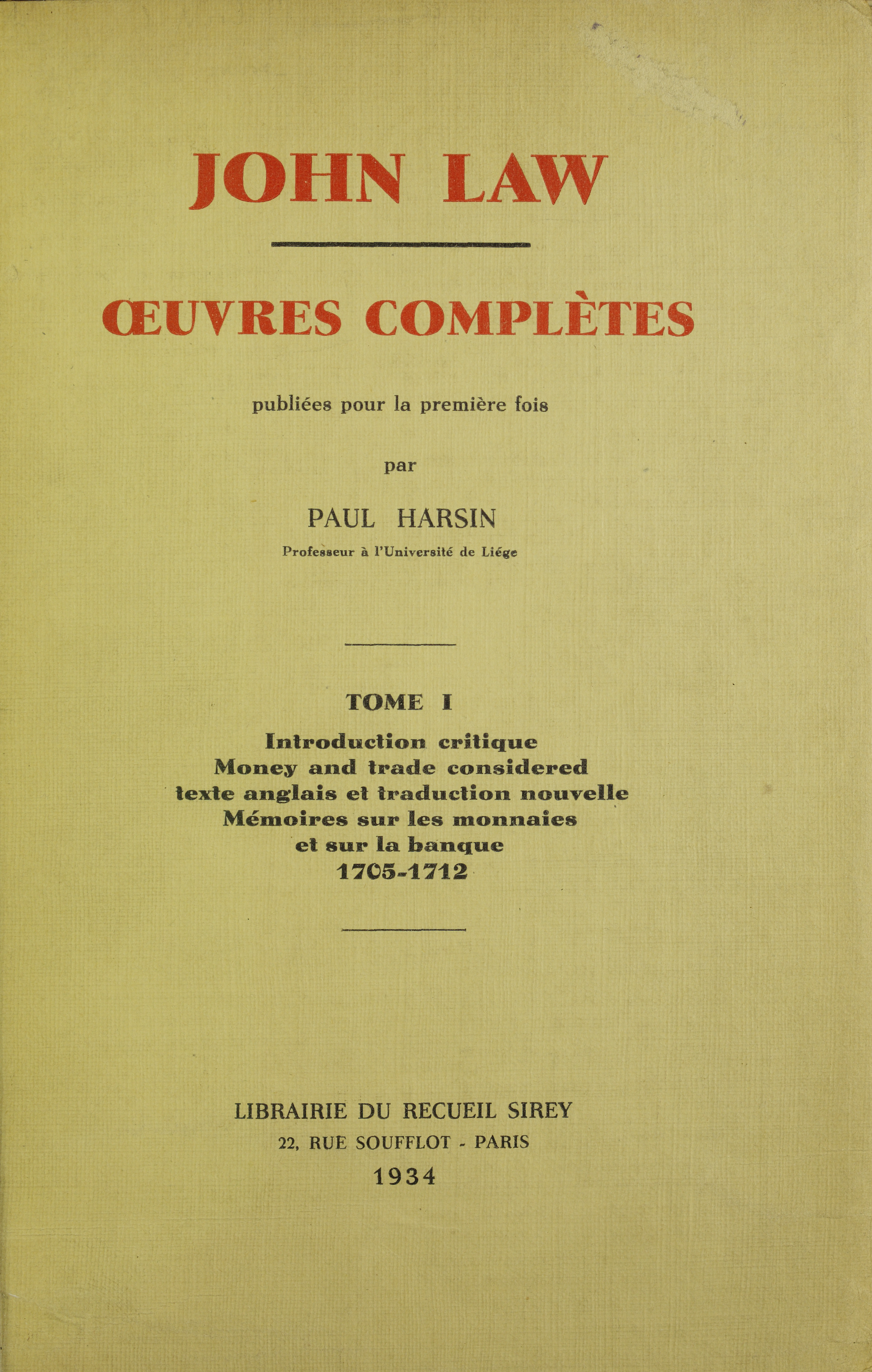
La obra Money and trade considered, with a proposal for supplying the Nation with money en una edición de 1934.

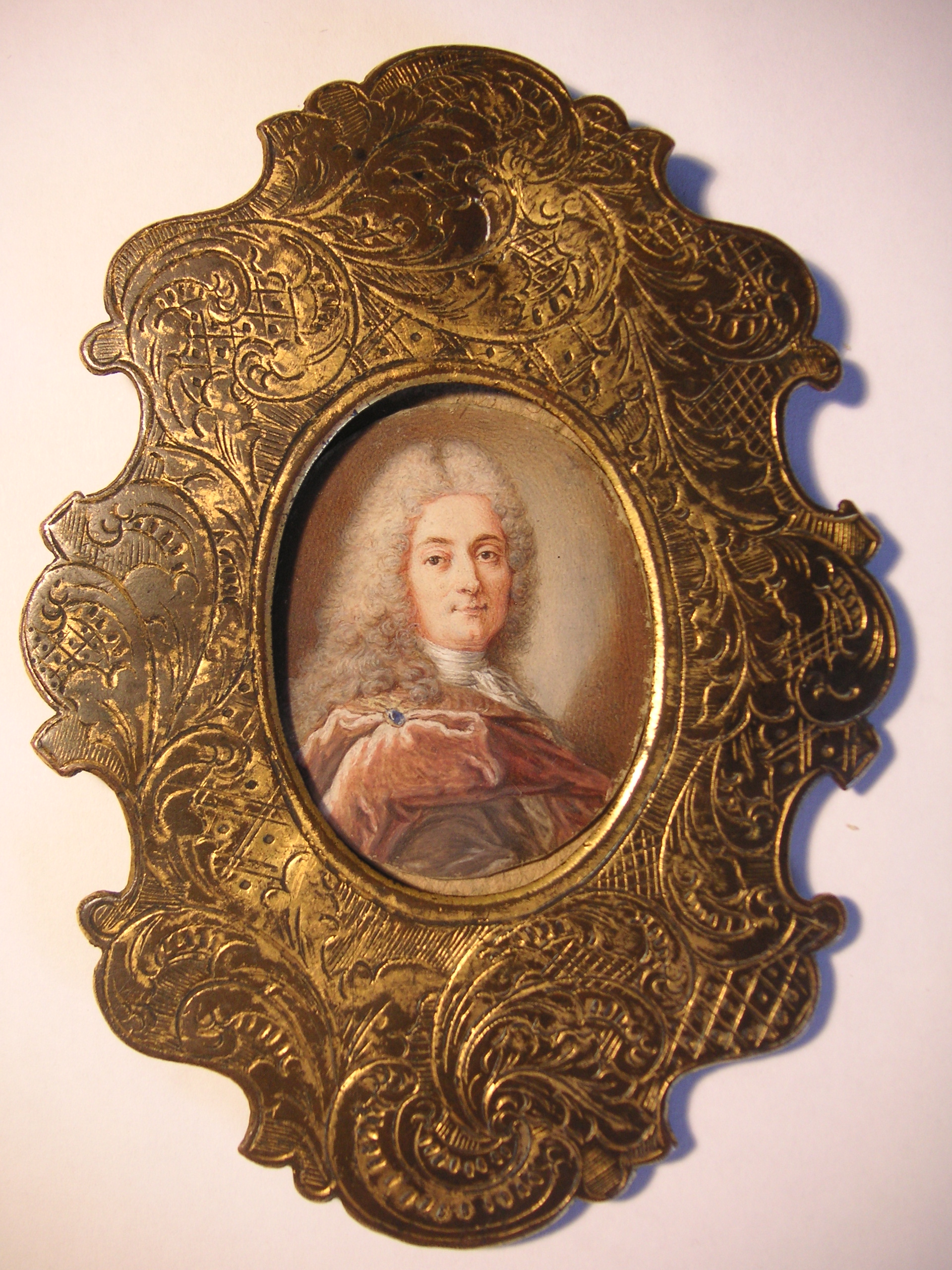
John Law (1671-1729).

John Law (Edimburgo, 16 de abril de las 1671-Venecia, 21 de marzo de 1729) fue un economista franco-escocés inventor del papel moneda en Europa (en China ya existía con muchos siglos de antelación).
Su idea económica central era que el dinero es un medio de intercambio y no constituye una riqueza en sí mismo, y que la riqueza nacional depende del comercio. Es el padre de las finanzas y del uso del papel moneda como sustituto del metal y de las facturas.

## La primera fase de su vida
Hijo de un acomodado orfebre de Edimburgo, los orfebres de la época poseían cajas fuertes en los que guardaban monedas y objetos de valor, lo que les hizo convertirse en banqueros. John Law heredó a los 17 años la fortuna de su padre. Law era jugador, brillante en el cálculo mental y se puede decir de él que es uno de los primeros teóricos de la economía.
Eran los tiempos en que Europa sufría un deslumbramiento por la cultura francesa, reflejo del poder que emanaba del Rey Sol. Años de ajetreo donde todo estaba por descubrir, si un mal paso no te apartaba del camino. Fue algo que estuvo a punto de ocurrirle a John Law. De gallo a gallo, el joven la tomó con un personaje como Beau Wilson, la mayor atracción en todos los salones de la ciudad. Un hombre engreído y rico que disponía de carruaje de seis caballos y mantenía a más criados que algunos parientes del rey. Su habilidad con las cartas era algo que traía de cabeza al joven Law. Ni el hecho de haber tramado negocios alentado por él impidió que ambos acabaran batiéndose en duelo en Bloomsbury Square. En juego estaba el honor de una dama: Elisabeth Villiers. El padrino de Wilson fue el capitán Wightman; el de Law, Daniel Defoe.
El 9 de abril de 1694, John Law mató a su rival en el curso de un duelo por los favores de la futura condesa de Orkney. Se le juzgó y condenó a morir en la horca, aunque la pena le fue conmutada por una multa al entender el tribunal que el homicidio había sido involuntario. El hermano de la víctima apeló y fue entonces condenado a una pena de cárcel, pero eludió esta condena huyendo a Ámsterdam en donde estudió banca. Recorrió luego Europa para exponer, sin éxito, sus teorías económicas.
Fue un hombre cosmopolita, reflejo de los mejores cerebros e iconos de su tiempo, más preocupado por las ideas que aportaba que por el dinero que ganaba. Para él, todo lo que acumulaba no era más que un medio que le permitía llevar a cabo su lucha contra la pobreza europea de aquel tiempo. Sobre todo fue un idealista y un visionario en plena era de las luces.

## Contexto social: comienzos delsigloXVIII
Contexto histórico social: en Europa se comienza a vivir el llamado siglo de las luces, donde se llevan a cabo cambios que afectaran la forma de pensar de la época caracterizada por numerosas reformas.
Existe un reformismo en la política y en la ética transformándolas en intelectual. Las reformas se desarrollan sobre la base de críticas, a través de experimentación y una divulgación de información.
En este contexto toma un papel crucial Francia dado que comienza a tener una mayor relevancia en toda Europa. Se comienza a difundir el despotismo ilustrado , se desarrolla la revolución industrial  y se comienza a desplegar exponencialmente la percepción de la filosofía y la Ciencia.
Todo este contexto social afecta directamente en el desarrollo del sistema de John Law dado que se enmarca dentro de cambios de pensamiento que le permitieron desarrollar su sistema que, si bien está sustentado en la efectividad del sistema comercial de Países Bajos, plantea una teoría completamente nueva para la sociedad.
Políticamente Francia posee una estructura centralizada. Donde todo el poder se centra en una sola persona, el rey.
Otros sucesos que afectarían el desarrollo del sistema de Law fue que en mediados de siglo en España se crean las Sociedades económicas de amigos del país. Y por último un factor que influiría en la expansión de su sistema por Europa está dado por el aumento en el número de viajes que se desarrollan en la época y la ideología que busca difundir información e ideales lo que hace que se propaguen más rápidamente las ideas reformistas.

## Aprendizaje en Holanda

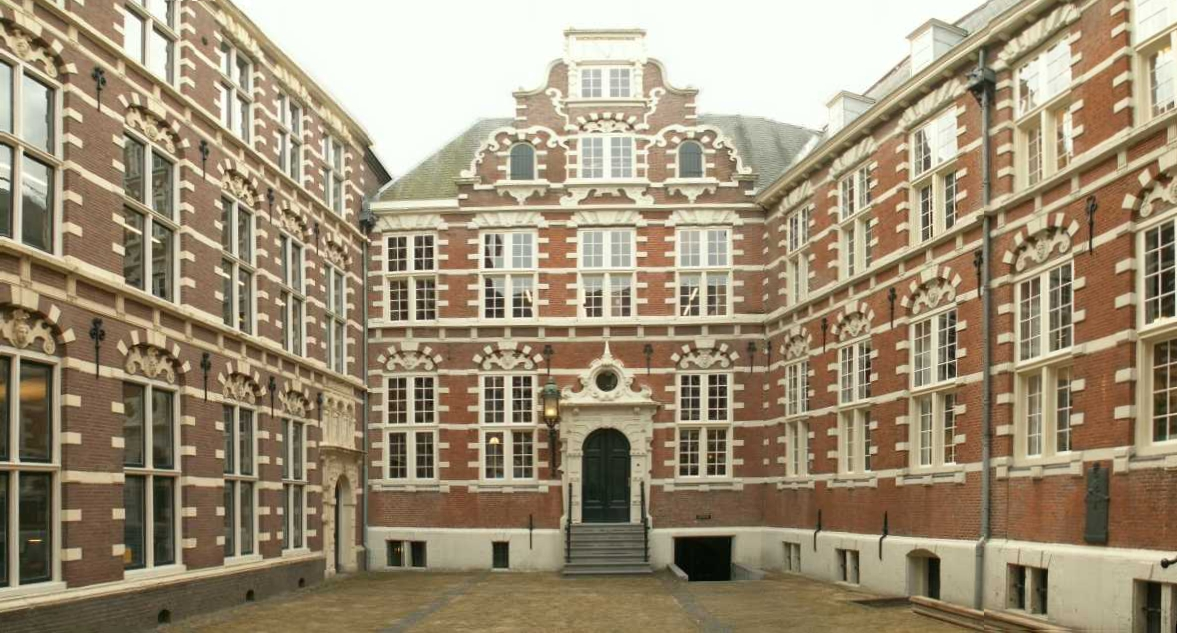
Sede de la Compañía de las Indias Orientales en Ámsterdam, Holanda.

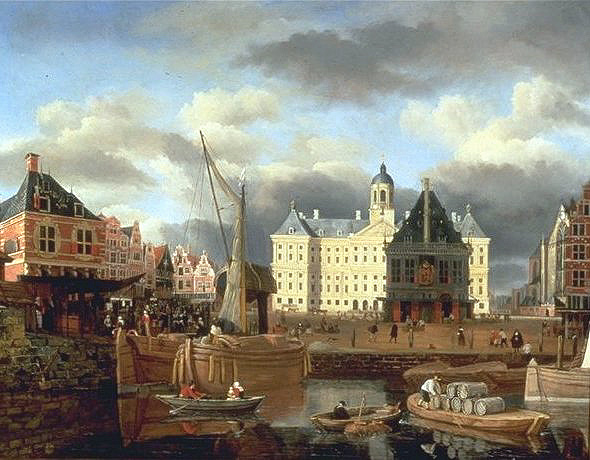
Banco de Ámsterdam ilustrado en la obra "Nederlands: De Dam met Paleis en Waag" de Jan Van Kessel (1641-1680).

Durante su estancia en los Países Bajos, más precisamente en la ciudad de Ámsterdam, Law vio el ejemplo de un sistema comercial europeo muy avanzado. Existía allí uno de los más grandes y pujantes puertos del mundo, además de un banco central y una gran empresa comercial: la Compañía Neerlandesa de las Indias Orientales (Vereenigde Oostindische Compagnie o VOC en neerlandés). Había sido establecida el 20 de marzo de 1602, cuando los Estados Generales de los Países Bajos le concedieron un monopolio de 21 años para realizar actividades coloniales en Asia. Gracias a la VOC, los esfuerzos comerciales holandeses se unificaron bajo un solo mando y una sola política. En 1605 barcos mercantes neerlandeses capturaron el fuerte portugués de Amboyna en las Molucas, que constituyó la primera base de la Compañía. Uno tras otro, los neerlandeses habían tomado el control de los puertos de las Indias Orientales. El gran negocio era la adquisición de especias del archipiélago (muy requeridas en Europa) con plata originaria de América, muy codiciada en Oriente. 
La VOC no solo fue la primera corporación multinacional en el mundo, sino que también fue la primera en publicar sus ganancias. Además, la Compañía poseía poderes cercanos a los de un gobierno: podía declarar la guerra, negociar tratados, acuñar moneda y establecer colonias. Tan relevante fue su papel que la empresa pagó siempre un dividendo que rondó entre el 16 y el 18 % anual durante dos siglos y fue de hecho la primera sociedad por acciones moderna, las cuales se negociaban en la Bolsa de Valores. 
La otra pata del comercio internacional neerlandés la constituía el Banco de Ámsterdam (Amsterdamsche Wisselbank), fundado en 1609 y avalado por la propia ciudad, siendo éste el precursor de lo que serían los bancos centrales. En aquel entonces, circulaban por Holanda gran cantidad de monedas acuñadas por los pequeños estados que conformaban la Europa del Renacimiento, lo que generaba un mercado especulativo y de incertidumbre sobre el valor de dichas monedas. Para poner remedio a la situación, este banco recibiría todas las monedas, tanto extranjeras como locales, por su valor real intrínseco (aunque descontando una pequeña comisión de gestión), a cambio de lo cual el banco entregaba certificados de crédito al cliente, o sea dinero bancario. Al mismo tiempo, una nueva regulación estableció que todas las transacciones realizadas en Ámsterdam por un valor superior a los 600 florines debía ser pagada con certificados de crédito. Esta ley obligó a todos los comerciantes a mantener una cuenta en el banco, lo que a su vez aumentaba la demanda de dinero en papel. La misma situación ocurría para los depósitos en lingotes de oro y plata. Cuando alguien quería retirar oro del banco, tenía que comprar crédito bancario suficiente para hacerlo. Al adquirir dinero en papel, lo que el titular compraba era el derecho a reclamar el equivalente a los lingotes depositados. El éxito del banco se debía a su política conservadora de no prestar ningún lingote, manteniendo un respaldo completo sobre el dinero emitido, por lo tanto los depósitos a la vista serían suficientes para convertir inmediatamente todos los recibos de papel en dinero metálico. Esta política brindó gran estabilidad a los certificados de crédito emitidos por el banco, los cuales, en muchos casos, valían más que las monedas reales. 
Law vio fascinado el éxito que demostraban el Banco de Ámsterdam, la Compañía de las Indias Orientales y, principalmente, los accionistas de la VOC. Sin embargo Law se sintió abrumado y no entendía por qué la compañía emitía solamente un número limitado de acciones cuando la demanda era extrema. Tampoco comprendía por qué el Banco de Ámsterdam era tan conservador, funcionando solamente como una entidad que llevaba las cuentas comerciales y posibilitaba las transacciones sin efectivo. 
John Law, basándose en su experiencia en Ámsterdam, quería crear un nuevo sistema comercial basado en el neerlandés, pero necesitaba encontrar un lugar donde pudiera poner en marcha sus ideas. El lugar oportuno lo encontró en Francia.

## Elsistema de Law(1715-1720)

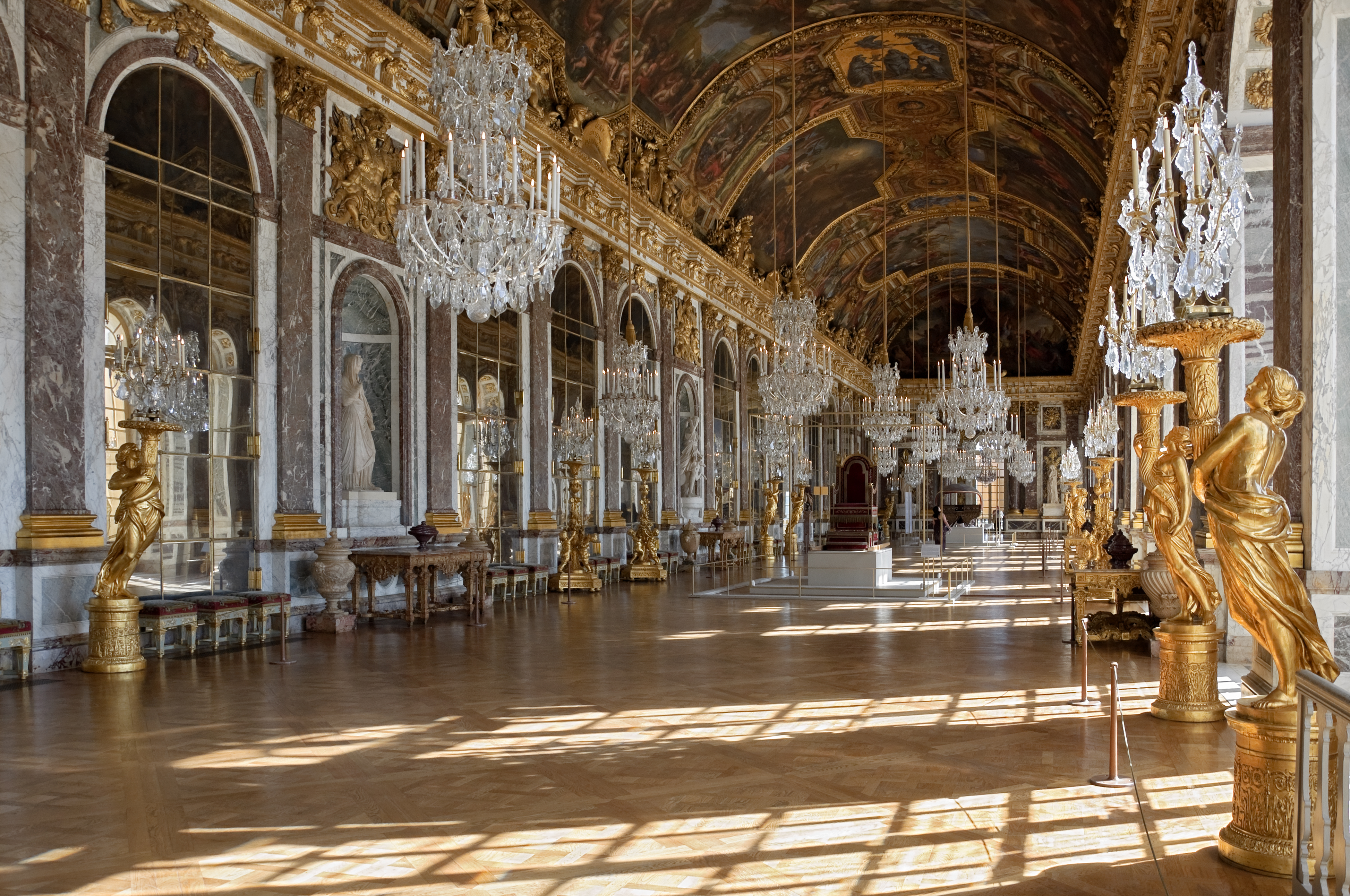
Galería de los Espejos en el Palacio de Versalles. Su construcción había sido ordenada por Luis XIV, constituyendo uno de los complejos arquitectónicos monárquicos más importantes de Europa.

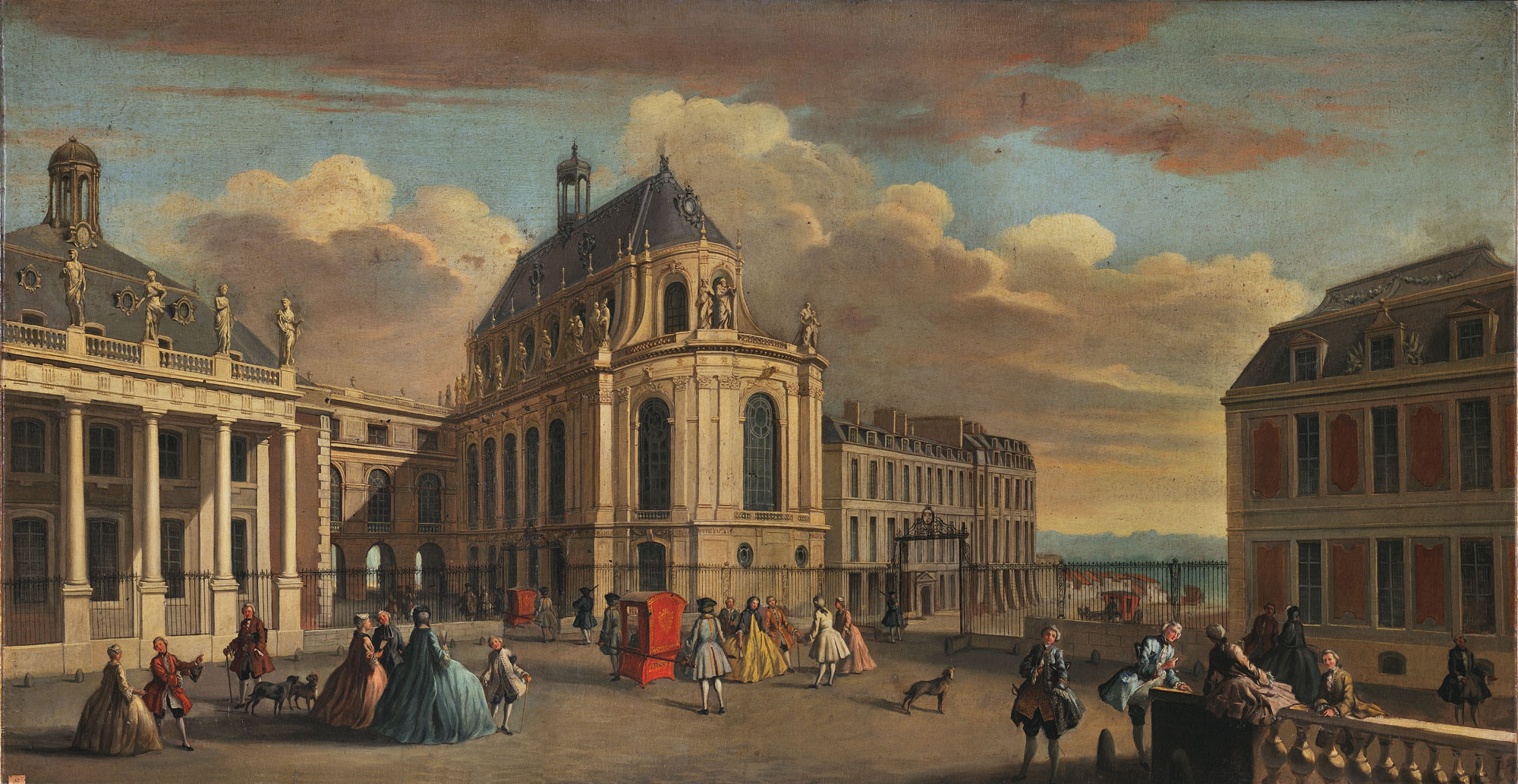
La capilla actual de Versalles fue construida por Jules Hardouin-Mansart entre 1698 y 1710. Después, se sucedieron varios proyectos de capillas y, en 1679, se decidió ubicar definitivamente el edificio religioso en el ala Norte, cerca del apartamento del rey.

En 1715, año de la muerte de Luis XIV, Law llega a Francia para ofrecer sus servicios como economista. Por aquel entonces el país estaba devastado económicamente, tanto por la guerra de sucesión española, como por los enormes gastos que realizaba cotidianamente la monarquía. El rey Luis XV tenía solamente cinco años y el país era gestionado por el duque regente Felipe II de Orleans. John Law ya conocía al duque de anteriores ocasiones y vio allí su oportunidad para materializar las teorías revolucionarias que estaba inventando.
Para aquel entonces, la deuda del Estado francés era enorme y la escasez resultante de metales preciosos condujo a una sensible reducción del comercio, lo que llevó a un estancamiento total de la actividad económica. Ante este panorama el regente decidió seguir las arriesgadas teorías de Law: según él, los medios de intercambio (oro, plata, etc.) no valían nada en sí mismos, sino que la verdadera riqueza nacional estribaba en la magnitud que pudiese adquirir el comercio del país. Su idea era que Francia debía crear un banco que administrara las finanzas del gobierno, reemplazando al oro con crédito de papel y así poder aumentar la circulación monetaria, favoreciendo a las industrias. Simultáneamente debía crearse una empresa estatal para el comercio, sustituyendo los títulos de deuda nacional por participaciones en estas nuevas empresas económicas. Esto crearía un monopolio enorme de las finanzas y el comercio administrado por el Estado en beneficio de los propios habitantes del país.
El primer paso de Law en esta dirección fue crear un nuevo banco en mayo de 1716, denominado Banco General Privado (Banque Générale Privée), al que se autorizó a emitir de papel moneda, respaldado por los depósitos en oro. Un año después, en 1717, John Law consiguió la consolidación de varias empresas comerciales existentes en una única sociedad comercial denominada La Compañía del Misisipi o Compañía de Occidente, de la que fue él fue nombrado  director general, a la que el gobierno francés concedió el monopolio del comercio con las Indias Occidentales y América del Norte, cuya principal colonia era la Luisiana francesa. En 1718, el Banco General pasó a ser Banco Real (Banque Royale), es decir el Banco Nacional de Francia, con la garantía del rey. Simultáneamente Law desplegó una importante campaña publicitaria exagerando la riqueza de Luisiana, lo que llevó a una especulación salvaje sobre las acciones de la compañía. El plan era que las perspectivas de riqueza en Luisiana atrajeran mayores capitales hacia la empresa y así poder realizar las inversiones necesarias. La popularidad de las acciones de la compañía fue tal que provocó la necesidad de emitir más billetes de papel del banco.
En 1719, la Compañía de Occidente absorbió a otras compañías coloniales francesas, como la Compañía francesa de las Indias Orientales, y se convirtió en la Compañía Perpetua de las Indias. En 1720, el Banco Real y la Compañía Perpetua de las Indias se fusionaron y se nombró a Law Inspector General de Finanzas el 5 de enero. De esta manera el banco y la compañía se unificaban con el Estado.
Law a su vez obtuvo amplios poderes para controlar la economía nacional, que operaba en gran medida por medio de decretos del Rey. Durante su gestión Law instituyó muchas reformas de importancia: trató de dividir las grandes tenencias de tierra para beneficiar a los campesinos, abolió gran cantidad de impuestos y peajes, fomentó la construcción de nuevas carreteras, logró poner en marcha nuevas industrias ofreciendo préstamos a bajo interés y buscó a toda costa reactivar el comercio exterior francés.
El notable éxito que estaba obteniendo Law en Francia era conocido por toda Europa, principalmente en los círculos financieros, lo cual inspiró a los británicos para ejecutar un enorme plan de canje de deuda pública por acciones de la Compañía del Mar del Sur (South Sea Company), empresa que tenía el monopolio del comercio con Sudamérica.

## La burbuja del Misisipi

La Nueva Francia en su apogeo, hacia 1750 (marcado en azul). Terranova, la península de Acadia y la bahía de Hudson, habían tenido que ser entregadas a los británicos por el Tratado de Utrecht de 1713.

La colonización francesa en América se denominaba oficialmente como Virreinato de la Nueva Francia y había comenzado en el siglo XVI cuando los comerciantes franceses se percataron de que la región del río San Lorenzo (actual Canadá) producía pieles, en especial pieles de castor, que eran difíciles de encontrar en Europa. Luego de varios intentos frustrados, sobre todo por la inclemencia del invierno, Quebec pudo ser fundada en 1608 y Montreal en 1642. Hacia mediados del siglo XVII la penetración francesa era bastante modesta. Debido a estos fracasos, en 1663, el rey Luis XIV decidió tomar cartas en el asunto y la colonización de América quedó bajo estricto control de la Corona francesa. Allí se decide la intrusión en los territorios españoles del golfo de México: los objetivos eran encontrar el anhelado paso hacia China (Paso del Noroeste o Estrecho de Anián) y explotar las riquezas naturales de los territorios conquistados (pieles, minerales, etc.). A partir de entonces se dio un increíble impulso a la expedición y colonización.
El 17 de mayo de 1673, los franceses Louis Jolliet y Jacques Marquette iniciaron la exploración del río Misisipi, hasta alcanzar la desembocadura del río Arkansas y comprobaron que discurría hacia el golfo de México y no hacia el mar de California (océano Pacífico). Unos años más tarde, en 1682, Cavelier de La Salle y Henri de Tonti, descienden por el Misisipi desde Canadá. En su camino construyen el Fort Prud'homme que se convertirá más tarde en la ciudad de Memphis y en el mes de abril, la expedición llega a la desembocadura del río, donde Cavelier de La Salle hace levantar una cruz y una columna que lleva las armas del rey de Francia: la soberanía francesa se extiende desde ese momento a la totalidad del valle del Misisipi, denominado Louisiane (Luisiana) en honor del rey Luis XIV.
La Luisiana francesa, tenía como frontera sur al golfo de México y hacia el norte lindaba con la zona de los Grandes Lagos, donde más allá el territorio francés se dividía en otras cuatro colonias: Canadá, Acadia, Bahía de Hudson y Terranova. En el este, Luisiana abarcaba hasta los montes Apalaches, que servían como límite con las colonias británicas y con la región española de La Florida. Mientras tanto, hacia el occidente se hallaban las Montañas Rocosas, que marcaban el límite con las posesiones españolas de México. La creciente influencia de los británicos sobre la región inquieta al rey francés, quién intenta una aproximación con Nueva España, política motivada también por el afán de lucrarse con las minas y el comercio de las colonias españolas.
La ciudad de Nueva Orleans fue fundada en 1718 por colonos franceses dirigidos por Jean Baptiste Lemoyne, señor de Bienville, quien dio al asentamiento el nombre de La Nouvelle-Orléans, en honor a Felipe II de Orleans. El sitio para la fundación fue elegido por ser la planicie del delta del Misisipi, a fin de crear una ruta de comercio con los nativos americanos que fijaban sus tiendas entre el Misisipi y el lago Pontchartrain. 
La Compañía del Mississippi ya existía desde 1684, sin embargo tomó verdadero empuje cuando John Law asumió su dirección, convirtiéndose en la Compañía del Oeste (1717). El gobierno francés le entregó el monopolio comercial en las colonias francesas de Norteamérica y las Indias Occidentales. En 1719 incorporó a su estructura otras empresas coloniales francesas, con lo que adquirió el nombre de Compañía de las Indias. 
Así a principios del siglo XVIII, esclavos negros son transportados desde las Antillas hacia el territorio de Luisiana para trabajar en las nuevas plantaciones. Progresivamente, los franceses imponen su presencia construyendo fuertes o puestos comerciales en posiciones estratégicas del río.
Desde Francia, Law exageró la riqueza de Luisiana con un eficaz plan de marketing, lo que llevó a una especulación salvaje sobre las acciones de la compañía en 1719. Esta euforia provocó la necesidad de emitir más billetes de papel por parte del Banco Real.

## El estallido
En 1720, tras generar enormes beneficios a la Corona con las acciones de la Compañía de Indias, el regente, duque de Orleans, ordenó imprimir billetes sin avisar a Law,[cita requerida] que en teoría era el encargado del banco y de la impresión de papel moneda. El regente imprimió unos tres mil millones de libras, cantidad exorbitante cercana al producto interior bruto de Francia en ese tiempo, provocando una inflación como no había habido nunca en Europa, tanto en bienes inmuebles como en bienes de consumo (como el pan) y los salarios. Esta situación provocó que algunos poseedores de billetes pidieran convertirlos en oro.
La gran cantidad de billetes que se insertaron a la economía hicieron que estos no tuvieran el mismo valor, perdiendo su valor adquisitivo. No obstante tampoco existía el valor equivalente en oro que le permitiera al Duque tomar esas medidas sin tener repercusiones. Esto ocasiona que todo el sistema que proponía Law colapsara y perdiera su credibilidad. 
En un primer momento, Law hizo desfilar a los mendigos de París con picos, como si fuesen a buscar más oro a Luisiana. Esto frenó momentáneamente la crisis, pero al descubrir que era una farsa, la situación se agravó.
A principios de 1720, Felipe de Orleans[cita requerida] prohibió tener joyas y más de 500 libras en metálico dentro de casa.
Si el Gobierno prohibía el oro y las joyas, el mensaje que lanzaba era que precisamente el oro y las joyas era lo que valía. El imperio de Law, que le había llevado un lustro levantar, se derrumbó en dos meses. El papel moneda y las acciones, que sólo unos días antes todos querían tener, eran abiertamente repudiados. Pero era el Estado y no John Law, nombrado el año anterior controlador general de Finanzas, el que debía responder de la estafa. Para calmar los ánimos, Felipe anunció que se habían encontrado minas de oro en América, e hizo desfilar por París a 6.000 vagabundos vestidos como mineros.
La compañía, que no albergaba tanto oro como para respaldar todo el dinero impreso, acabó por ser incapaz de atender a la demanda, mucho mayor que la que Law pudiera haber previsto. Al principio, la Compañía pudo devolver parte de los activos líquidos, pero como había mucho papel moneda en circulación, la demanda no cesó, y acabó por descubrirse el desfalco, llevando a la Compañía a la bancarrota y ocasionando una crisis económica en Francia y toda Europa.
Si bien lo ocurrido hizo que se perdiera la credibilidad en el sistema no significa que este estuviera inmerso en fallas. El sistema es sumamente viable y dará las bases para desarrollar los complejos sistemas comerciales y financieros que tenemos hoy en día. Pero cómo quedó demostrado su irregular desarrollo o la implementación de malas políticas fiscales pueden llevar a este a colapsar y caer en grandes crisis como las que ocurrirán dentro del siglo XX.[cita requerida]

## La huida
La puesta en marcha del sistema de Law inicialmente había ayudado a sanear la deuda del estado francés, al hacer que fuera apoyada por muchos ahorradores. Esto también había generado enormes riquezas para su amigo, el duque de Orleans, y había beneficiado a numerosos inversores que apostaron por las acciones de la Compañía. Sin embargo, su abrupta caída condujo a la bancarrota de casi toda la ciudadanía, e hizo perder la confianza de la gente en el papel moneda y en el Estado francés en general.
Los perjudicados pertenecían a todos los estratos sociales, desde el pueblo llano hasta la alta nobleza, y además de verse arruinados se vieron en medio de un panorama económico desolador, con un papel moneda desvalorizado y una inflación galopante. John Law fue destituido por el regente de sus cargos como director general de Finanzas y presidente del Banco Real. Finalmente y, con la protección del duque, Law huyó a Venecia (Italia) disfrazado de mujer para su propia seguridad.
John Law nunca regresó a Francia. Pasó sus siguientes años recorriendo Europa, aunque siempre en circunstancias de pobreza. Finalmente, estando en Venecia, contrajo una neumonía y murió el 29 de marzo de 1729, a la edad de 57 años.
Su contribución a la sociedad no fue valorada sino hasta que se instauró un pensamiento más neoclásico de la economía. Lo que permitió que se masificara el concepto de billete de papel como medio de intercambio facilitando la liquidez en el proceso de venta y compra. John Law fue considerado como uno de los grandes economistas del periodo por su gran aporte al sistema comercial y su adelantada percepción de todo el sistema ya que para su época el planteaba un sistema completamente nuevo y distinto.

## Curiosidades y hechos posteriores

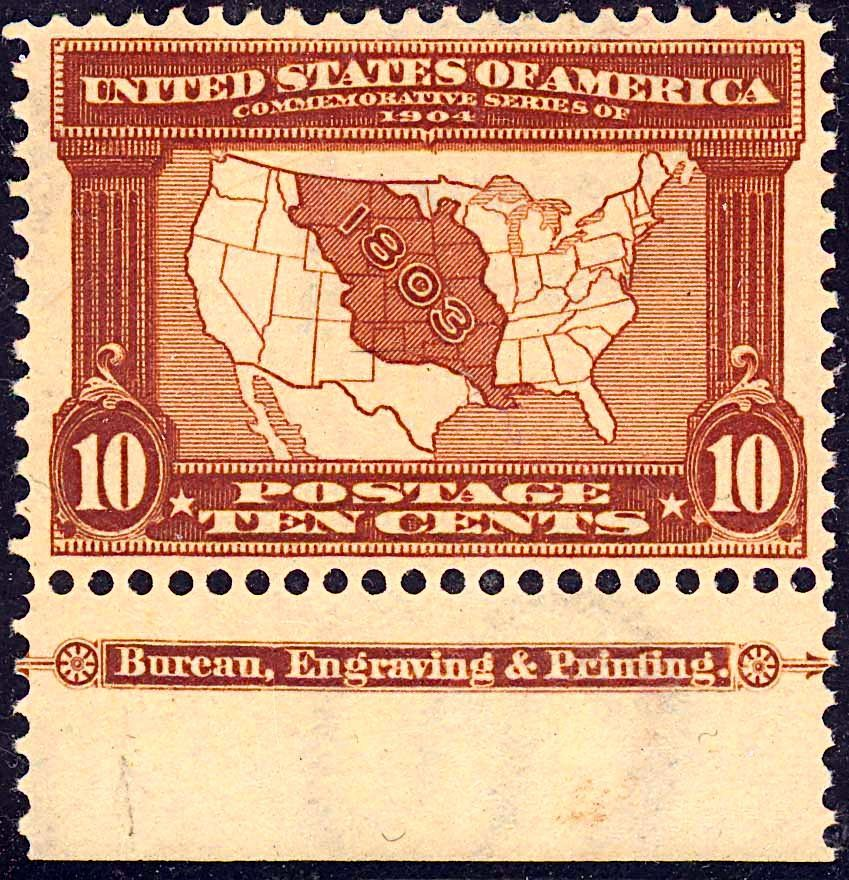
Sello conmemorativo del centenario de la compra de Luisiana por parte de los Estados Unidos.

- Aunque de manera confidencial, el Banco de Ámsterdam cambió su política conservadora a partir de la década de 1650, proporcionando grandes préstamos a la Municipalidad y a la Compañía de las Indias Orientales Neerlandesas. Este hecho se hizo de conocimiento público en 1790 y para fines de ese año, el banco se declaró insolvente. La ciudad de Ámsterdam tomó el control directo en 1791 y el banco fue finalmente cerrado en 1819.

- La VOC (Compañía Neerlandesa de las Indias Orientales) alcanzó su cenit en 1669: contaba con 150 barcos mercantes, 50 000 empleados, un ejército de 10 000 hombres y una marina de 40 buques de guerra. Además poseía colonias y oficinas comerciales en Japón, Sudáfrica (Colonia del Cabo), Irán, Bangladés, Srî Lankâ, Malasia, Tailandia, China, y la India. Sin embargo, la compañía tenía frecuentes enfrentamientos con los británicos y después de la cuarta guerra anglo-neerlandesa (1780-1784), la VOC se encontraba en dificultades financieras. Finalmente fue disuelta en 1798. En el Congreso de Viena de 1815, se acordó que las Indias Orientales neerlandesas correspondieran a los Países Bajos, sin embargo, a Gran Bretaña se le adjudicó la Colonia del Cabo.

- Tras la caída del sistema económico de Law, Francia atravesó toda clase de calamidades. El pueblo acusó del fracaso a la nobleza y en especial al regente Felipe II de Orleans quien durante el apogeo económico había llevado una vida veleidosa, convirtiendo al Palacio Real en la sede de escandalosas fiestas y orgías. Luis XV fue consagrado Rey el 25 de octubre de 1722 y Felipe de Orleans pasó a ocupar el cargo de primer ministro, aunque finalmente falleció en agosto de 1723. Luis XV gobernó hasta su muerte en 1774, siempre demostrando un gran desinterés por la política, lo que debilitó el poder de Francia en la esfera europea. La llegada de Luis XVI al trono hizo pensar en grandes reformas del Estado, pero su falta de carácter, las intrigas de su corte y la oposición de los nobles le impidieron llevar a cabo las reformas necesarias. El conflicto social y político finalmente degeneró en 1789 en el violento proceso de la Revolución Francesa, marcando el fin del absolutismo y dando origen a un nuevo régimen donde la burguesía, y en algunas ocasiones las masas populares, se convertirían en la fuerza política dominante.

- En 1756, un conflicto territorial en Europa entre Austria y Prusia desencadenó lo que se conoció como la guerra de los Siete Años. Prusia contaba con el apoyo de Gran Bretaña y Portugal, mientras que Austria era avalada por Francia, España, Rusia y Suecia. Sin embargo, la guerra en Norteamérica entre franceses y británicos ya había comenzado en 1754. La contienda fue conocida en América como la Guerra Franco-india. Su origen se remontaba a una tensión que siempre había existido entre las pujantes colonias británicas, que hasta ese momento se limitaban a la franja costera, y las posesiones francesas de Quebec, los Grandes Lagos y Luisiana, que creaban una barrera impidiendo la expansión británica hacia el norte y hacia el oeste. Todo este extenso territorio era controlado a través de una gran cantidad de fuertes repartidos en las zonas fronterizas y con escasas ciudades. La paz se alcanzó con el Tratado de París de 1763 provocando la pérdida de todas las posesiones continentales francesas ya que Gran Bretaña se quedaba con los territorios del actual Canadá, mientras que Luisiana fue entregada a España en compensación por la pérdida de Florida a manos de los británicos. Años después Napoléon Bonaparte quiso recuperar Luisiana, hecho que se concretó mediante la firma del Tratado de San Ildefonso (1800); sin embargo, los Estados Unidos, que ya venían en franco ascenso, buscaban la manera de controlar la navegación sobre el río Misisipi, hecho que les llevó a iniciar negociaciones con el régimen francés para adquirir la parte ribereña. Napoleón, consciente de las dificultades francesas para defender Luisiana, prefirió ofrecer la totalidad de la colonia a los estadounidenses y no correr el riesgo de perderla ante los ingleses. La compra de Luisiana se concretó en 1803 por un precio total de 15 millones de dólares (7 centavos por hectárea). Si bien este territorio estaba inexplorado y no existía ningún tratado con España que determinara su frontera sudoeste, la transacción resultó espectacular para los norteamericanos, quienes prácticamente duplicaron su territorio y consiguieron una puerta hacia las costas del océano Pacífico.

## La importancia de Law
John Law deja una marca en el sistema financiero de las sociedades tanto europeas como mundiales. Su principal legado fue el haber intervenido en la creación del sistema cambiario común y confiable que actualmente es utilizado en prácticamente la totalidad de los países. Sin embargo Law deja una descendencia cultural en torno al sistema económico que propone y su interpretación de la economía en sí.
La visión que posee de la economía entonces era muy radical e incomprendida por lo que fue muy difícil que se acogiera su propuesta. Pero una vez que pudo implantar sus ideales comienza a cambiar las perspectivas haciendo un gran aporte a la sociedad actual, dando comienzo a los sistemas financieros y económicos que poseemos actualmente.
Entre las extensiones del trabajo de Law se encuentra la utilización del billete como medio de cambio confiable, la percepción de un sistema económico que no requería poseer el equivalente del dinero sino que bastaba con el concepto de valor de la moneda. En cierto modo también tuvo influencia en el sistema monetario internacional, dado que facilitó la economía de mercado entre los distintos países, y también deja en consecuencia al error del duque un aprendizaje sobre la impresión del dinero en términos de riqueza y valor de la moneda.
El dinero como medio de cambio fue una implementación necesaria que Law supo suministrar dado que requería de una comprensión en términos de valor de la moneda y la riqueza que posee la moneda. Dado la liquidez que posee este medio, una gran cantidad en el mercado puede generar inflaciones insostenibles y crisis monetarias severas, por lo que el alza de precios puede hacer caer a todo un país, lo que lleva a concluir que Law genera un sistema de gran relevancia para el sistema en general.

## Aporte al conocimiento económico
Aún más que William Potter, John Law aseguró a la nación que la aumentada oferta de dinero y crédito bancario no aumentaría los precios, especialmente bajo la inteligente tutela de Law.
Por el contrario, Law se anticipó a Irving Fisher y los monetaristas asegurando que su inflación de papel moneda llevaría a una “estabilidad del valor”, supuestamente una estabilidad del precio de la mano de obra o del poder adquisitivo del dinero.
Law también se anticipó a Adam Smith en la última parte del siglo XVIII en su falaz justificación de la banca de reserva fraccionaria, que ofrecería una “carretera aérea” gratuita, al generar una oferta de dinero sin gastar recursos en la minería del oro o la plata. De la misma manera, por supuesto, cualquier gasto de recursos puede considerarse un “malgasto” si ofertamos nuestras propias suposiciones que no tiene la gente en el mercado libre. Así que, como ha apuntado el Profesor Walter Block,  si no hubiera delitos, todo gasto en cerrojos, vallas, guardias, sistemas de alarma, etc., podrían denunciarse como “recursos malgastados” por observadores externos que critiquen estos gastos. Igualmente, si no existiera la inflación gubernamental, el gasto del mercado en oro o plata podría ser considerado “malgasto” por los observadores.
Si los aumentos domésticos de precios constituyen el talón de Aquiles de la inflación monetaria, otra preocupación ha sido la salida de oro y plata del país, en resumen, una “balanza comercial” o “de pagos” desfavorable. Pero John Law también despreciaba estos problemas. Por el contrario, declaraba que un aumento en la oferta monetaria expandiría el empleo y la producción y “por tanto” aumentaría las exportaciones, causando así una balanza de pagos favorable, con oro y plata afluyendo al país. Obsérvese que no hay ningún análisis de por qué un aumento en la oferta monetaria debería aumentar la producción o el empleo, no digamos que arrastre las exportaciones con él, en esta expansión aparentemente universal.
Es interesante que uno de los puntos de discusión de Law acerca de la necesidad de más dinero estuviera, como en el caso del interés bajo, basada en una sorprendentemente errónea interpretación de las razones de la prosperidad de los holandeses, a quienes envidiaban todas las naciones en el siglo XVII. Hemos visto que todos veían que los holandeses tenían intereses bajos, llevando a los mercantilistas ingleses a poner el carro delante de los bueyes y atribuir la prosperidad neerlandesa a los bajos tipos de interés en lugar de darse cuenta de que el fuerte ahorro y los mayores niveles de vida habían producido estos bajos tipos de interés. De ahí que los mercantilistas sugirieran que Inglaterra forzara el tipo máximo de usura aún más a la baja.
Igualmente John Law veía que la próspera Holanda disfrutaba de abundante dinero metálico y propuso proporcionar en su lugar papel moneda. Tampoco tenía en cuenta que era la propiedad y la alta producción y la exportación neerlandesas las que atraían mucha moneda al país. El exceso exportador y la moneda abundante eran reflejos de la prosperidad neerlandesa, no su causa.

## Obras
- Consideraciones sobre el numerario y el comercio (1720)